# معهد الحوسبة الكمومية
معهد الحوسبة الكمومية (بالإنجليزية: Institute for Quantum Computing) (IQC) هو معهد بحثي علمي تابع لجامعة واترلو يقع في واترلو، أونتاريو، مع نهج متعدد التخصصات في مجال معالجة المعلومات الكمومية. تأسس عام 2002 في المقام الأول من خلال تبرع قدمه رجل الاعمال الكندي مايك لازاريديس وزوجته أوفليا، واستمرت تبرعاتهما الكبيرة على مر السنين. يقع المعهد حاليًا في مركز مايك وأوفيليا لازاريديس لتكنولوجيا النانو الكمومية ومركز تقدم الأبحاث في جامعة واترلو.
المدير التنفيذي هو أستاذ الفيزياء نوربرت لوتكنهاوس، ويستضيف باحثين في 7 أقسام عبر 3 كليات في جامعة واترلو. بالإضافة إلى الأبحاث النظرية والتجريبية حول الحوسبة الكمومية، يستضيف أيضًا مؤتمرات وورش عمل أكاديمية، ودورات قصيرة للطلاب الجامعيين والثانويين، وفعاليات التوعية العلمية بما في ذلك الأيام المفتوحة والجولات للجمهور.

## التاريخ
تم إنشاء معهد الحوسبة الكمومية رسميًا عام 2002، بمبادرة من المؤسس المشارك لشركة بلاك بيري ليميتد مايك لازاريديس ورئيس جامعة واترلو آنذاك ديفيد جونستون، لإجراء أبحاث في المعلومات الكمومية. منذ البداية، قدمت شركة لازاريديس أكثر من 100 مليون دولار من التمويل الخاص للمعهد. ويعد المعهد نقطة تعاون بين الأوساط الأكاديمية والقطاع الخاص والحكومتين الفيدرالية والإقليمية. ريموند لافلام هو المدير التنفيذي المؤسس.
عند إنشائه، كان المعهد يتألف من عدد قليل من الباحثين من أقسام علوم الكمبيوتر والفيزياء. وبعد مرور عشر سنوات، أصبح لدينا أكثر من 200 باحث في ستة أقسام داخل كليات العلوم والرياضيات والهندسة في جامعة واترلو.
عام 2008، انتقل المعهد إلى مركز تقدم الأبحاث 1 (RAC I) في منتزه الأبحاث والتكنولوجيا بجامعة واترلو. عام 2010، توسعت عمليات البحث في المبنى المجاور، مركز التقدم البحثي 2 (RAC II).
عام 2012، توسعت شركة IQC لتشمل مركز مايك وأوفيليا لازاريديس للكم والنانو (بالإنجليزية: Mike & Ophelia Lazaridis Quantum-Nano Center). تبلغ مساحة المنشأة 285 ألف قدم مربع، وهي مشتركة مع معهد واترلو لتكنولوجيا النانو، وتم بناؤها وفقًا لمعايير صارمة (ضوابط للاهتزاز والرطوبة ودرجة الحرارة والإشعاع الكهرومغناطيسي) للتجارب الكمومية وتكنولوجيا النانو. تم تصميم المبنى من قبل شركة Kuwabara Payne McKenna Blumberg Architects (KPMB) ومقرها تورنتو.

## الابحاث
تركز الأبحاث في المعهد على ثلاثة تطبيقات رئيسية لعلم وتكنولوجيا المعلومات الكمومية باستخدام العلوم الفيزيائية والرياضيات والهندسة من المنظورين النظري والتجريبي. تشمل مجالات البحث التي تتم دراستها حاليًا في المعهد ما يلي:
- الحوسبة الكمومية
- الاتصالات الكمومية
- الاستشعار الكمي
- المواد الكمومية
- الهندسة الكمومية

بالتعاون مع جامعة واترلو، تقدم المعهد مناصب بحثية ودورات متقدمة في أساسيات وتطبيقات وتنفيذ معالجة المعلومات الكمومية لطلاب الدراسات العليا. بالإضافة إلى ذلك، يقدم أيضًا برنامج دراسات عليا متعدد التخصصات في المعلومات الكمومية والذي يؤدي إلى الحصول على درجات الماجستير في الآداب، والماجستير في العلوم، والماجستير في العلوم، والدكتوراه.

## المرافق
لدى المعهد مكاتب ومختبرات في كل من مركز تطوير الأبحاث الأول والثاني، الواقعين في منتزه ديفيد جونستون للأبحاث والتكنولوجيا نسخة محفوظة 27 فبراير 2009 على موقع واي باك مشين. بجامعة واترلو.
في 9 يونيو 2008، بدأ مايك وأوفيليا لازاريديس، إلى جانب رئيس وزراء أونتاريو دالتون ماكجينتي، ورئيس جامعة واترلو ديفيد جونستون، وضيوف آخرين، رسميًا العمل على المشروع الذي سيتكون من ثلاث مناطق: واحدة لإيواء مراقبة الجودة الداخلية، وواحدة لمعهد واترلو لتكنولوجيا النانو، وجناح تصنيع وقياس نظيف سيتم تقاسمه بين المعهدين. وسيضم مكاتب ومساحات مختبرية ومناطق للتعاون بين الباحثين. افتتح مركز قطر الوطني للمؤتمرات في 21 سبتمبر 2012.